# Bourré (tánc)

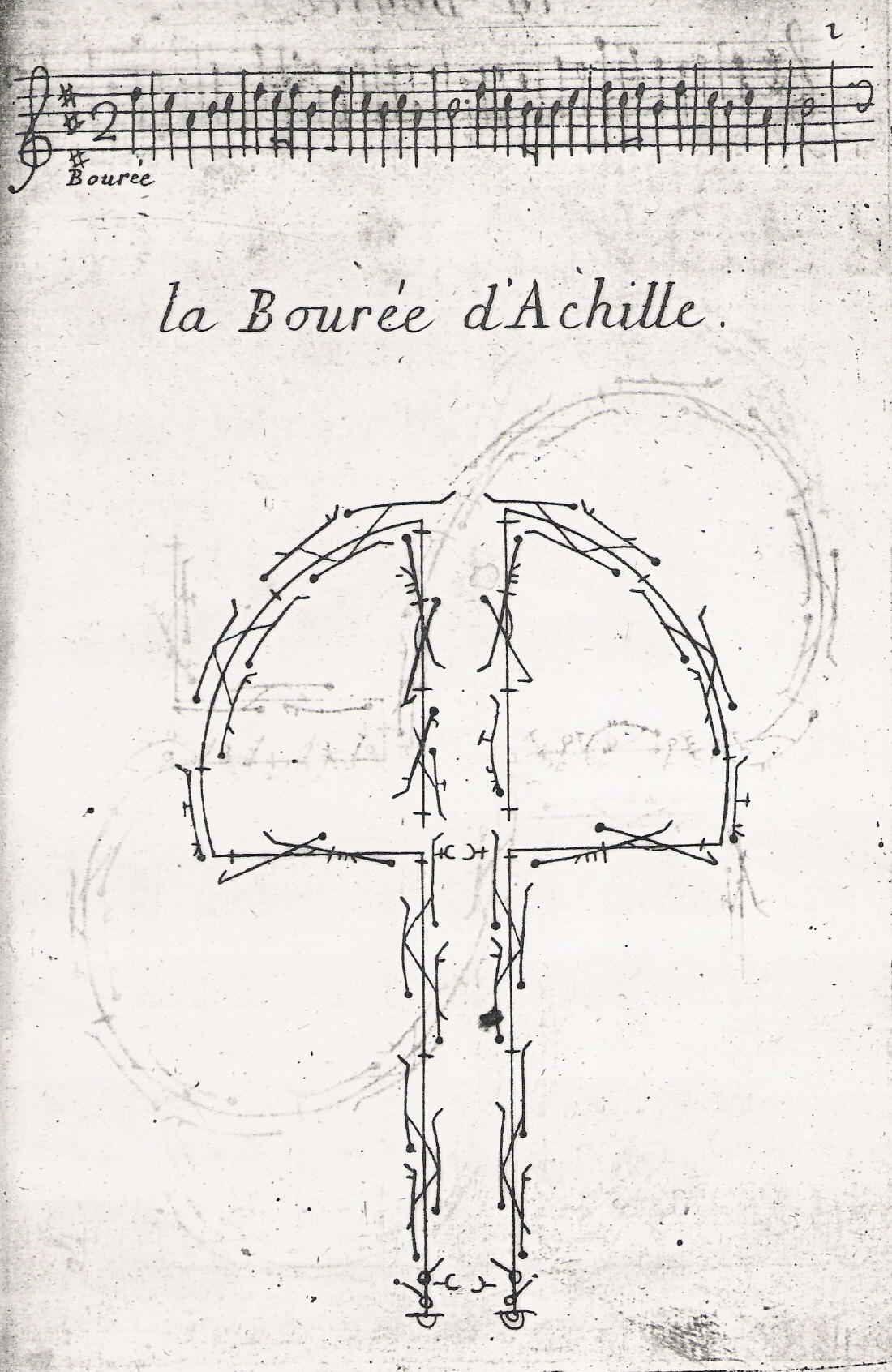
Feuillet által 1700-ban lekottázott nyolc ütem egy bourrée-ból

A bourrée (az okcitán vagy provanszál francia nyelvben borrèia, Angliában borry vagy bore) egy francia eredetű tánc valamint a táncot kísérő zene is. A bourrée hasonlítható a gavotte-hoz, páros ütemű, ritmikája gyakran daktilusos lüktetésű, viszont a gavotte-nál valamivel élénkebb. A bourrée általában a négy negyedes ütem harmadik negyedén felütéssel indul, míg a gavotte fél taktusos felütéssel. A barokk korban a francia udvarban gálatáncként ismert, majd XIV. Lajos által 1661-ben alapított Academie de Dancea létrehozása után a színpadi művek táncai közé vezették be. A bourrée a műzenében a barokk szvitek egyik tétele lett, J. S. Bach, illetve Händel zenekari és hangszeres szvitjeiben gyakran megjelenő tétel.

## Népi tánc

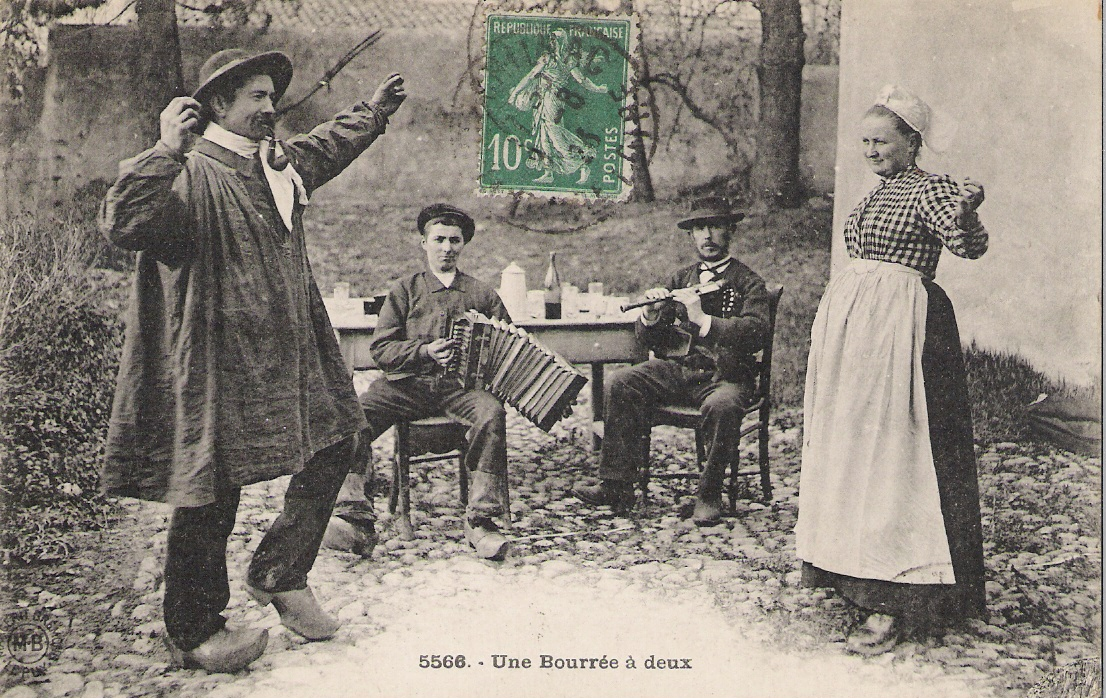
Bourrée, 1906 körül

A bourrée valószínűleg a franciaországi Auvergne térségéből származó facipőben járt kopogós népi tánc. Az igen feszes ritmusú bourrée mind a mai napig élő tánc Auvergne térségében és Franciaország más régióiban is. A ma ismert változatait páros táncként, körtáncként illetve sortáncként is járják, ritmusa Auvergne alsó részén – Montagnarde - hármas ütemű, míg Auvergne felső részén - Auvergnate (Auvernhatas) - kettes ütemű.

## Gálatánc
A francia udvarba gálatáncként bevezetett bourrée gyakran a bálok nyitó tánca volt, XIII. Lajos francia király (1601-1643) gyakran nyitotta meg a bálokat bourrée-val.

## Balett
Lully francia operáiban a balett betétek az opera részei voltak, a színházi előadások bourrée-it gyors balett lépésekkel spiccen adták elő, a bourrée tánclépéseit a balettben pas de bourrée-ként ismerik, mely gyakran a nagyobb ugrások előtti lépéssor is lehet.

## Műzene
Ugyanakkor a bourrée bekerült a műzenébe is, először Michael Praetorius tesz említést a bourrée-ról zeneelméleti írásában a Syntagma Musicum-ban 1615-ben, később be is mutatja a több mint 300 táncot tartalmazó gyűjteményében a Terpsichore, musarum aoniarum quinta-ban. Ugyanakkor a bourrée-ról nincs korábbi lekottázott változat, így szinte lehetetlen felderíteni a korai népi bourrée és az udvari tánc közötti kapcsolatot.
A műzenében a barokk szvitek bourrée tétele kéttagú formájú, néha további második bourrée tétel is követi, de előfordulhat, hogy a két bourrée együtt egy nagyobb hármas formává áll össze. A-(A)-B-A.
A szvitek bourrée tételei a népi tánchoz hasonlóan eltérő ütemmutatójú lehetnek, előfordul 2/4-es, 4/4-es, de  3/8-os ütemmutatójú bourrée is.

## Fordítás
Ez a szócikk részben vagy egészben  a    Bourrée  című angol Wikipédia-szócikk ezen változatának fordításán alapul.  Az eredeti cikk szerkesztőit annak laptörténete sorolja fel. Ez a jelzés csupán a megfogalmazás eredetét és a szerzői jogokat jelzi, nem szolgál a cikkben szereplő információk forrásmegjelöléseként.